# Ton Scheer
Antonius Hendricus Maria (Ton) Scheer MSC (Rosmalen, 3 november 1934 – Oisterwijk, 27 december 2022), was een Nederlands hoogleraar liturgiewetenschap en Rooms-Katholiek priester. Hij behoorde tot de congregatie van de Missionarissen van het Heilig Hart.

## Biografie
- 1952, Na de lagere school en zijn opleiding aan het gymnasium volgt Ton de opleiding aan het grootseminarie in kasteel Stein in Stein bij de Missionarissen van het Heilig Hart.
- 1954, In september legde Ton de professie af.
- 1957, Ton deed, als lid van de Congregatie, de Eeuwige Gelofte in Stein.
- 1959, In Stein ontving hij de priesterwijding.
- 1959, Op zondag 30 augustus droeg Pater Scheer voor de eerste maal de plechtige H. Mis aan God op in de Onze-Lieve-Vrouwekerk van Kampen.
- 1962 - 1966, In Parijs en Rome hij theologie en liturgiewetenschappen,  in Parijs bezocht hij het Institut Supérieur de Liturgie (onderdeel van Institut Catholique de Paris en in Rome bezocht hij het pauselijk Instituut voor liturgie (Pontificio Istituto Liturgico - Anselmianum) van San Anselmo in Rome.
- 1968, Op 7 mei promoveerde pater Scheer in Rome cum laude tot doctor in de liturgiewetenschappen, met als proefschrift: De menswording van Christus in de liturgishe traditie van de Grieks- en Latijn- sprekende kerken. Promotor was prof. dr. H. Schmidt, hoogleraar aan de Gregoriaanse universiteit.
- 1966, Ton werd docent liturgie en sacramententheologie aan het Gemeenschappelijk Instituut voor Theologie in Tilburg.
- 1967, Als professor mocht hij de titel prof. dr. A.H.M. Scheer voeren maar zelf gaf hij de voorkeur aan Ton Scheer.
- 1976, Hij werd hij lector aan de theologische faculteit van de Katholieke Universiteit Nijmegen (liturgie en het liturgisch pastoraat), deze functie combineerde hij tot 1978 met het docentschap aan de Katholieke Hogeschool Tilburg.
- 1978, Hij nam ontslag in Tilburg en werd hij voltijds lector in Nijmegen.
- 1980, Ton werd hoogleraar van de vakgroep, hij specialiseerde zich o.a. in historische liturgie en later naar de pastorale liturgie. (Het vak liturgie werd ondergebracht bij de vakgroep pastoraaltheologie).
- 1990, In Nijmegen was hij als decaan van de theologische faculteit onder meer betrokken bij de start van de opleiding religiestudies in 1990.
- 1991, de eerste voorzitter van het Instituut voor Oosters Christendom, dat door de faculteit en de paters assumptionisten werd opgericht.
- 1999, Ton Scheer ging per 1 december 1999 met emeritaat, maar bleef nog enige tijd aan de faculteit verbonden om onderwijs in de liturgiewetenschap te verzorgen.
- 2019, vierde hij daar zijn zestigjarig priesterfeest.

Van 2011 - 2016 was Ton voorzitter en bestuurslid van Katholieke Vereniging voor Oecumene en vertegenwoordigde de vereniging in het Byzantijns Netwerk (ontmoetingsplaats voor Katholieke Kerk de oosterse traditie vorm geven).
Na het aanvaarden van zijn functie bij de Radboud Universiteit woonde hij in Rosmalen en later op Mariaoord, de laatste jaren van zijn leven bracht hij door in Oisterwijk. 
Hij ging veelvuldig voor in de Laurentiuskerk, in de Sint Bernadettekerk van Maliskamp en in de Levenskerk en de Johanneskerk van de Sint Josef parochie in Oisterwijk. Ook nam hij deel aan vele gespreksgroepen en landelijke commissies. Op 16 april 2022 ging hij voor de laatste keer voor de Paaswake in de Laurentiuskerk
Op 27 december overleed Ton na na een lang ziekbed in Oisterwijk, de uitvaart was vanuit de Laurentiuskerk 4 januari 2023.

## Publicaties
- 1968, De Menswording van Christus in de liturgische traditie van de Grieks en Latijn sprekende Kerken.
- 1973, Als gemeenschap belijden wij schuld, Geroepen tot vrede: over zonde en vergeving, Wageningen, 85-101.
- 1977, Aux origines de la féte de l'Annonciation, QL 58 97-169.
- 1985, De beleving van liturgische men en symbolen, in Pastoraal tussen ideaal en werkelijkheid, Kok Kampen, ? 105-120
- 1987, Kanttekeningen bij ziekenliturgie Vanuit institutie-theoretisch en pastoraalliturgisch gezichtspunt, Praktische Theologie 14, 395-413
- 1991, De aankondiging van de Heer. Een genetische studie naar de oorsprong van de liturgische viering op 25 maart, bewerkte vorm van het proefschrift, ISBN 9030405503, 9789030405504.
- 1993, Dienst aan woord en gemeente. De hermeneuse als liturgisch handelingsmodel, Tijdschrift voor Liturgie 77. p. 396-415.
- 1994, Gebed: religieuze communicatie bij uitstek , Article / Letter to editor (De Heraut, 125, (1994), pp. 180-185),  (Scheer, A.H.M.)
- 1994, Paasvigilie en eschatologie , Article / Letter to editor (Geest en Leven, (1994), pp. 70-86),  (Scheer, A.H.M.)
- 1994, Volgens de Schriften ,  Article / Letter to editor (Http://Www.Tekstverwecker.Nl, 78, (1994), pp. 106-111),  (Scheer, A.H.M.)
- 1994, Rituele misplaatsing. Ritueel-kritiek over belijden van schuld en aanzeggen van vergeving ,  Article / Letter to editor (Werkmap Liturgie, 28, (1994), pp. 225-236),  (Scheer, A.H.M.)
- 1994, In de liturgie wordt de diakonie tot de genade van ons leven ,  Part of book or chapter of book (Ven, J.A. van der; Houtepen, A. (ed.), Weg van de kerk, pp. 115-138),  (Scheer, A.H.M.)
- 1995, Het leven vieren tot voor God, A.H.M. Scheer(bijdrage), Gianotten.
- 1995, Liturgie in een impasse? ,  Article / Letter to editor (Speling. Tijdschrift voor Bezinning, 4, (1995), pp. 5-11),  (Scheer, A.H.M.)
- 1995, Liturgy. ,  Part of book or chapter of book (Ven, J.A. van der; Vossen, H.J.M. (ed.), Suffering: Why for God's Sake?, pp. 59-74),  (Scheer, A.H.M.)
- 1995, Resapha - Sergiopolis. ,  Part of book or chapter of book (Willemse, D. (ed.), De erfenis van Antiochië., pp. 37-40),  (Scheer, A.H.M.)
- 1995, Ignace Dick over de relaties tussen christelijke kerken in Aleppo. ,  Part of book or chapter of book (Willemse, D. (ed.), De erfenis van Antiochië., pp. 44-50),  (Scheer, A.H.M.)
- 1995, Aantekeningen bij de Syrische liturgie. ,  Part of book or chapter of book (Willemse, D. (ed.), De erfenis van Antiochië., pp. 6-12),  (Scheer, A.H.M.)
- 1996, Ziende de Onaanzienlijke. Interpretatie van een theorie over de liturgie ,  Article / Letter to editor (Http://Www.Tekstverwecker.Nl, 80, (1996), pp. 122-148),  (Scheer, A.H.M.)
- 1996, Liturgie: kunst van christelijk interacteren ,  Article / Letter to editor (Malo, 5, 14, (1996), pp. 21-26),  (Scheer, A.H.M.)
- 1996, Natuurlijke liturgie ,  Book editorial (Mulder, A.; Scheer, A.H.M.)
- 1996, Rapport van de landelijke werkgroep "Criteria voor inclusief taalgebruik in de liturgie". ,  External research report (Scheer, A.H.M.; Broekhuysen, G.)
- 1996, Voordracht bij eerste lustrumviering van JOC op 15 mei 1996 ,  External research report (Scheer, A.H.M.)
- 1996, Jury-rapport voor Johannes Kardinaal Willebrandsprijs ,  External research report (Scheer, A.H.M.)
- 1996, "Uw lichamen zijn ledematen van Christus" (1Kor.6,15). Gedachten over het lichaam als plaats van rituele interactie ,  Part of book or chapter of book (Mulder, A.; Scheer, A.H.M. (ed.), Natuurlijke Liturgie, pp. 6-28),  (Scheer, A.H.M.)
- 1996, Lerend huwen of huwend leren. Een commentaar op het huwelijksritueel van Sailer (1802) ,  Part of book or chapter of book (Post, P.; Rouwhorst, E.; Scheer, A. (ed.), Jaarboek voor Liturgie-onderzoek, pp. 217-228),  (Scheer, A.H.M.)
- 1997, Kerstmis en Epifanie. Teksten uit de vroege kerk over de geboorte van Christus,Serie Christelijke Bronnen 12, Kok Kampen, ISBN 90-242-9313-8 p.13-14.
- 1998, Liturgische taalvernieuwing als culturatievraagstuk ,  Article / Letter to editor (Http://Www.Tekstverwecker.Nl, 82, (1998), pp. 289-302),  (Scheer, A.H.M.)
- 1998, Liturgie en gevoelen: bij de oorsprong van de mariale liturgie ,  Part of book or chapter of book (Ackermans, G.; Davids, A.; Nissen, P. (ed.), Voor de mens die er nog in gelooft. Overwegingen bij psalmen, liederen en gebeden. Aangeboden aan Leo Meulenberg, pp. 119-126),  (Scheer, A.H.M.)
- 1998, Naar de oorsprongen van Kerstmis en Epifanie ,  Part of book or chapter of book (Bastiaensen, A.; e.a, . (ed.), Kerstmis en Epifanie. Teksten uit de vroege kerk over de geboorte van Christus, pp. 8-22),  (Scheer, A.H.M.)
- 1998, Liturgie in onderzoek. Een suggestie vanuit liturgiewetenschappelijke interesse ,  Part of book or chapter of book (Janssen, J.; Uden, R. van; Ven, H. van der (ed.), Schering en inslag, pp. 150-161),  (Scheer, A.H.M.)
- 1999, Over het zachte juk en de lichte last (Mt. 11,29). ,  Article / Letter to editor (Http://Www.Tekstverwecker.Nl, 2, (1999), pp. 232-245),  (Scheer, A.H.M.)
- 1999, Kans voor ritueel: liturgietheologische beschouwingen ,  Part of book or chapter of book (Jaarboek voor Liturgie-onderzoek, pp. 143-154),  (Scheer, A.H.M.)
- 2001, Some aspects of Roman Catholic Funeral Rites within Modern Society in a Ritual Perspective ,  Article in monograph or in proceedings (Proceedings of the North American Academy of Liturgy 2001., pp. 142-156),  (Schilderman, J.B.A.M.; Quartier, T.; Scheer, A.H.M.)
- 2002, Typen katholischer Bestattungsriten in der modernen Gesellschaft ,  Article in monograph or in proceedings (Gerhards, A.; Kranemann, B. (ed.), Christliche Begräbnisliturgie und säkulare Gesellschaft, pp. 182-201),  (Quartier, T.; Scheer, A.H.M.; Ven, J.A. van der)
- 2002, Ut duo sint... A Theory of Acts approach to the marriage liturgy ,  Part of book or chapter of book (Post, P.; Rouwhorst, G.; Tongeren, L. van (ed.), Christian Feast and Festival. The Dynamics of western Liturgy and Culture., pp. 599-644),  (Scheer, A.H.M.)
- 2002, Contemporary Explorations and perspectives ,  Part of book or chapter of book (Post, P.; Rouwhorst, G.; Tongeren, L. van (ed.), Christian Feast and Festival. The Dynamics of western Liturgy and Culture, pp. 487-492),  (Scheer, A.H.M.)
- 2002, Christian Feast and Festival The Dynamics of Western Liturgy and Culture (Liturgia Condenda), (Peters, P. Post, G. Rouwhorst, A.H.M. Scheer, L. van Tongeren).
- 2004, Attitudes of Participants Towards Past and Future of the Deceased, Journal of Empirical Theology, (Chris Hermans, T. Quartier, A.H.M. Scheer).
- 2004, Remembrance and Hope in Roman Catholic Funeral Rites: Attitudes of Participants Towards Past and Future of the Deceased, Journal of Empirical Theology 17(2):252-280, (Quartier, T.; Hermans, C.A.M.; Scheer, A.H.M.).
- 2012, Op weg naar verzoening en genezing. , brochure (G. van Dartel, A.M.M. Scheer).
- 2003, Katholieke uitvaartriten in het spanningsveld tussen traditie en moderniteit ,  Part of book or chapter of book (Boeve, L.; Bossche, S. van den; Immink, G. (ed.), Levensrituelen en Sacramentaliteit, pp. 199-215),  (Quartier, T.; Scheer, A.H.M.; Schilderman, J.B.A.M.; Ven, J.A. van der)
- 2004, Remembrance and Hope in Roman Catholic Funeral Rites. Attitudes of Participants towards Past and Future of the Deceased ,  Article / Letter to editor (Journal of Empirical Theology, 17, 2, (2004), pp. 252-280),  (Quartier, T.; Hermans, C.A.M.; Scheer, A.H.M.)
- 2005, The Temporal Dimension of the Status Transition of the Deceased. Attitudes of participants towards Roman Catholic funeral rites ,  Article / Letter to editor (Jaarboek voor Liturgie-Onderzoek, 21, (2005), pp. 77-103),  (Quartier, T.; Hermans, C.A.M.; Scheer, A.H.M.)
- 2006, Different Logics of Liturgy. Deductive and Inductive Forms of Catholic Funerary Rites as Perceived by Participants, (T. Quartier, Chr.Hermans, A. H. M. Scheer).